# Saint-Savin (Alti Pirenei)
Saint-Savin è un comune francese di 386 abitanti situato nel dipartimento degli Alti Pirenei, nella regione dell'Occitania.

## Geografia fisica
Saint-Savin è adagiata su una terrazza che domina la valle d'Argelès, chiusa a monte dal pic de Viscos (2141 m).

## Storia
Il comune deve il suo nome a san Sabino, un eremita che visse a Pouey-Aspé, vicino al monastero di Saint-Savin. Alla sua morte, il corpo fu trasportato al villaggio di Bencer, antico nome del villaggio di Saint-Savin. La «tomba di san Sabino» è un sarcofago romanico ancora oggi visibile, in quanto adibito ad altare nella chiesa di Saint-Savin.

## Società

### Evoluzione demografica
Abitanti censiti